# Gavarnie
Gavarnie – miejscowość i dawna gmina we Francji, w regionie Oksytania, w departamencie Pireneje Wysokie. W 2013 roku jej populacja wynosiła 131 mieszkańców. 
W dniu 1 stycznia 2016 roku z połączenia dwóch ówczesnych gmin – Gavarnie oraz Gèdre – utworzono nową gminę Gavarnie-Gèdre. Siedzibą gminy została miejscowość Gèdre. 
W pobliżu miejscowości Gavarnie znajduje się najwyższy wodospad we Francji. Jego całkowita wysokość wynosi 422 metry.